# Anacanthobatis longirostris
Anacanthobatis longirostris är en rockeart som beskrevs av Bigelow och Schroeder 1962. Anacanthobatis longirostris ingår i släktet Anacanthobatis och familjen Anacanthobatidae. IUCN kategoriserar arten globalt som otillräckligt studerad. Inga underarter finns listade i Catalogue of Life.